# Sun Shao
|  | Per a altres significats, vegeu «Sun Shao (fill de Sun Ce)». |

En aquest nom xinès, el cognom és Sun.
Sun Shao, nascut Yu Shao (188-241), nom estilitzat Gongli (公禮), va ser un general de Wu Oriental durant l'era dels Tres Regnes de la història xinesa. Alguns presumeixen que era un fill adoptiu de Sun Ce. El seu oncle, Sun He va rebre el cognom "Sun" gràcies a una concessió de Sun Jian, i Sun Shao es presumeix que va rebre el seu nom per poders. Com Sun He i Sun Ce tenien d'una relació estreta com si foren germans, és possible que Sun Ce adoptara a Sun Shao, com es suggereix en la novel·la històrica del Romanç dels Tres Regnes de Luo Guanzhong. Això no obstant, no hi ha cap menció d'això en les biografies de Sun Ce o Sun Shao que apareixen en els Registres dels Tres Regnes de Chen Shou. Unes poques versions afirmen per error que Sun Shao era fill de Sun He.
Després de la mort de Sun Ce en el 200, Sun Quan va assumir el control de les seves forces. Sun Yi, el Gran Administrador de Danyang, va ser assassinat pels rebels en el 203, i quan Sun He va planejar venjar la mort de Sun Yi, els assassins van matar a Sun He també. Després de la mort dels assassins en mans dels antics generals de Sun Yi, Sun Shao assumí el control de la comandància i va establir unes defenses fortes. Sun Quan va veure açò i va elogiar en gran manera a Sun Shao.
En el 224, el governant de Cao Wei, Cao Pi, va dirigir una gran força per atacar Wu Oriental a través de Guangling. Xu Sheng i Lü Fan va col·laborar en la defensa, construint un mur fals al llarg del riu Iang-Tsé que detingué els avenços de Cao Pi. Sun Shao, mentrestant, va dirigir un esquadró de voluntaris, juntament amb el seu general subordinat, Gao Shou, per atacar l'exèrcit principal de Cao Pi i agafar-los per sorpresa. L'atac va funcionar, i l'exèrcit dg Shao va ser capaç de capturar la major part de l'equipatge de l'exèrcit de Cao Wei. El Romanç dels Tres Regnes suggereix que Sun Shao va realitzar la seva gesta en contradicció amb les ordres explícites Xu Sheng; això no obstant, aquest relat és de ficció, i no apareix cap esment en els registres històrics oficials de Sun Shao ficant-se en problemes a conseqüència de les seves accions.
Deu anys després, en el 234, Sun Shao, Zhu Ran i Zhang Cheng van ser encarregats d'atacar Huaiyin en coordinació amb altres atacs fets per les forces aliades de Wu Oriental i Shu Han. Això no obstant, tots aquests atacs van fallar. Tot això, Sun Shao, Zhu Ran i Zhang Cheng encara van ser capaços de fer alguns progressos, una distinció que els altres comandants no van poder reclamar.
Sun Shao va servir a Wu Oriental en moltes batalles contra Cao Wei, i la seva taxa d'èxit va ser de les més altes - ell va perdre molt pocs compromisos i va ser àmpliament considerat en el seu temps com un dels principals comandants Wu Oriental, fins i tot convertint-se en General que Protegeix el Nord. A més, se li va donar el títol hipotètic de Governador de la Província de You; encara que la Província de You no estava sota el control Wu Oriental, es tractava d'una indicació per part de Sun Quan sobre que Sun Shao seria al comandament de la província una vegada que es resolguera (el qual mai va passar, estant lluny del territori de Wu Oriental). A Sun Shao també se li va atorgar l'autoritat per nomenar, reemplaçar, i donar ordres per la seva pròpia voluntat als seus oficials subordinats.
En el 242, Sun Shao va morir de causes naturals. Ell tingué tres fills; Sun Yue, Sun Kai, i Sun Yi. Tots tres van servir com generals militars de Wu Oriental; en el 263, Sun Yi va ser part d'un atac desesperat per salvar a Jiang Wei de Zhong Hui, però Jiang va ser derrotat abans que les tropes de Sun Yi arribaren. Sun Kai va llançar una campanya punitiva contra uns grups de bandits, però alguns van suggerir que ell estava aliat amb els bandits, i Sun Hao va començar a sospitar d'ell; per tant, Sun Kai va fer defecció cap a la Dinastia Jin. Sima Yan el va nomenar general de cavalleria, i després de la Conquesta de Wu per Jin en el 280, ell va agafar el post antic del seu pare a Danyang.